# Clinocera schlinkerti
Clinocera schlinkerti är en tvåvingeart som beskrevs av Sinclair 2008. Clinocera schlinkerti ingår i släktet Clinocera och familjen dansflugor. Inga underarter finns listade i Catalogue of Life.